# 臭小臍菇
臭小臍菇（學名：Micromphale foetidum(sow.:Fr.），分布於台灣與歐洲地區，屬小皮傘科，色通常為灰紅與暗紅色。另外，該種菌類也是上述地區偶見木棲腐生的中小型菇類，生長於該地區春季的低海拔林區，數天生，肉質堅韌，不建議食用。